# Свидание с молодостью
«Свидание с молодостью» — советский художественный фильм 1982 года, снятый на киностудии «Мосфильм» по роману Николая Евдокимова «У памяти свои законы». Режиссёр фильма — Валентин Попов. Этот фильм стал дебютом актрисы Софьи Горшковой.

## Сюжет
Пётр Поляков — директор завода. В газете публикуют статью, в которой критикуют его суровые методы руководства. В подтверждение этого приходит письмо-жалоба несправедливо уволенной им сотрудницы, которая оказалась дочерью его давней подруги.
Однажды к нему в машине садится девушка, которая называет себя его дочерью и показывает ему фотографию своей матери, в которой Пётр узнаёт свою бывшую возлюбленную Зинаиду. После недолгих раздумий Пётр отправляется к своей дочери в Дивноморск.

## В ролях
- Кирилл Лавров — Пётр Семёнович Поляков, директор крупного завода
- Галина Польских — Зинаида Дмитриевна, врач в Дивноморске
- Нелли Корниенко — Елена Полякова, жена Петра Семёновича
- Софья Горшкова — Варя, дочь Зинаиды
- Тамара Логинова — Анна Дмитриевна, сестра Зинаиды
- Всеволод Кузнецов — Родионов
- Люсьенна Овчинникова — Люся Иванова
- Георгий Бурков — Константин Пронин
- Армен Джигарханян — Виктор Шамаев
- Николай Гаевский — Олег Николаевич, председатель совхоза,  озвучивает Александр Михайлов
- Тамара Дегтярёва — Лиза Пронина, жена Константина
- Борис Токарев — ухажёр Вари
- Элла Некрасова — Катя, секретарь Полякова
- Елена Валаева — Оксана, секретарь Родионова
- Татьяна Харламова — Варя Полякова, дочь Петра и Лены
- Алевтина Румянцева — работница телеграфа
- Леонид Белозорович — эпизод

## Факты
Фильм частично снимался в селе Дивноморское Краснодарского края, которое входит в пригород Геленджика.